# Buchsblättrige Berberitze
Die Buchsblättrige Berberitze (Berberis microphylla) ist eine Pflanzenart aus der Gattung der Berberitzen (Berberis) innerhalb der Familie der Berberitzengewächse (Berberidaceae).

## Beschreibung

### Vegetative Merkmale

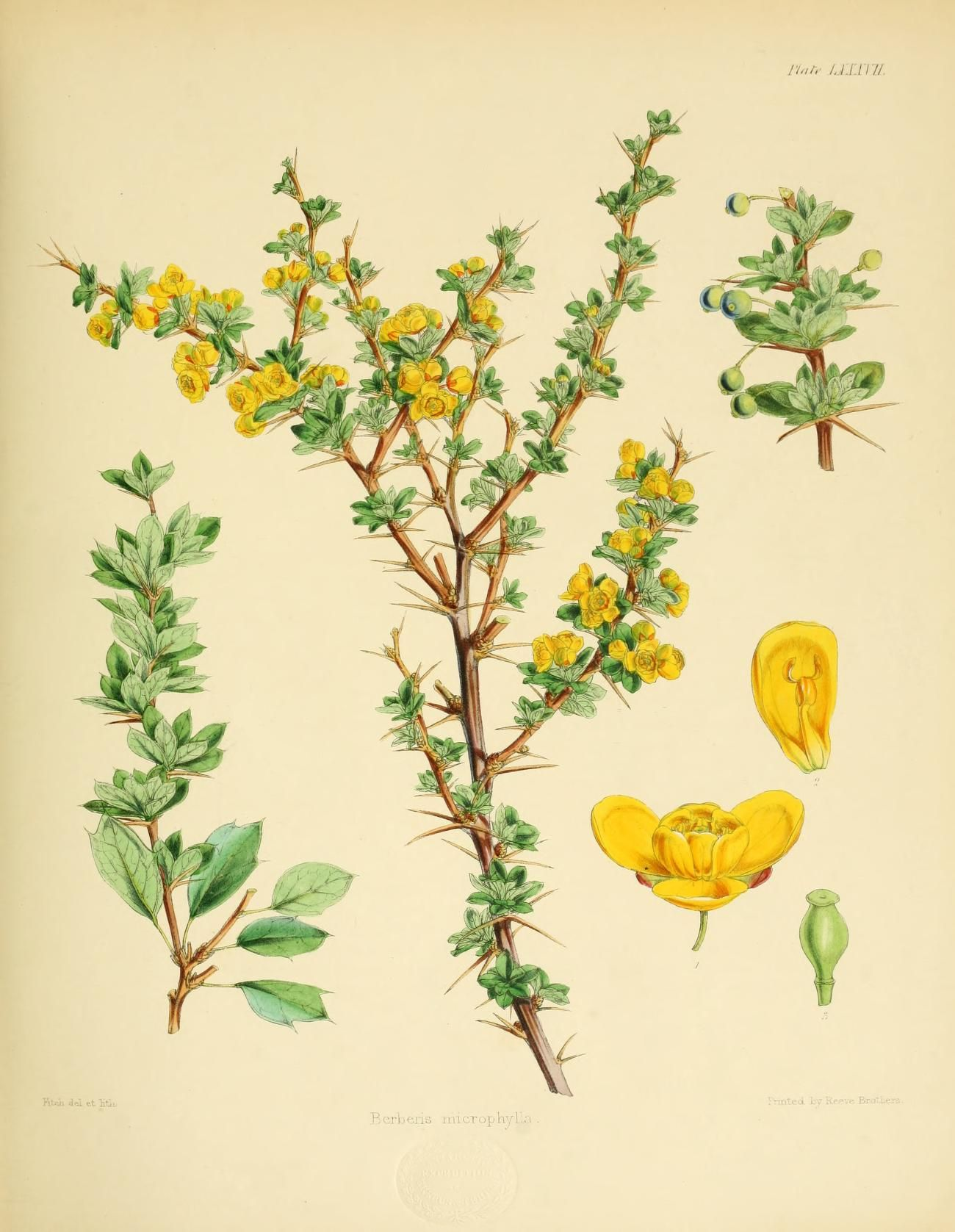
Illustration

Die Buchsblättrige Berberitze wächst als immergrüne Strauch und erreicht Wuchshöhen von bis zu 3 Metern. Die Rinde junger Zweige ist hellbraun, gelblich oder grau und weist Längsrisse sowie zahlreiche schwarze Punkte auf und ist fein behaart. Die Rinde älterer Zweige kann faserig bis flockig sein und sie ist kahl. Die zahlreichen Dornen sind dreiteilig, die Dornäste sind 3 bis 45 Millimeter lang.
Die wechselständigen Laubblätter sind in Blattstiel und -spreite gegliedert. Die Ansatzstelle des Blattes bleibt nach dem Blattfall bisweilen als kleiner Stumpf erhalten. Der Blattstiel ist 1,5 bis 5 Millimeter lang. Die ledrigen, buchsartigen Blattspreiten sind bei einer Länge von 6 bis 40 Millimetern lang sowie einer Breite von 2 bis 14 Millimetern verkehrt-eiförmig bis elliptisch mit spitzem bis stumpfem, manchmal stachelspitzigem oberen Ende. Der Blattrand ist ganzrandig oder mit ein bis zwei abstehenden, stacheligen Zähnen an jeder Seite.

### Generative Merkmale

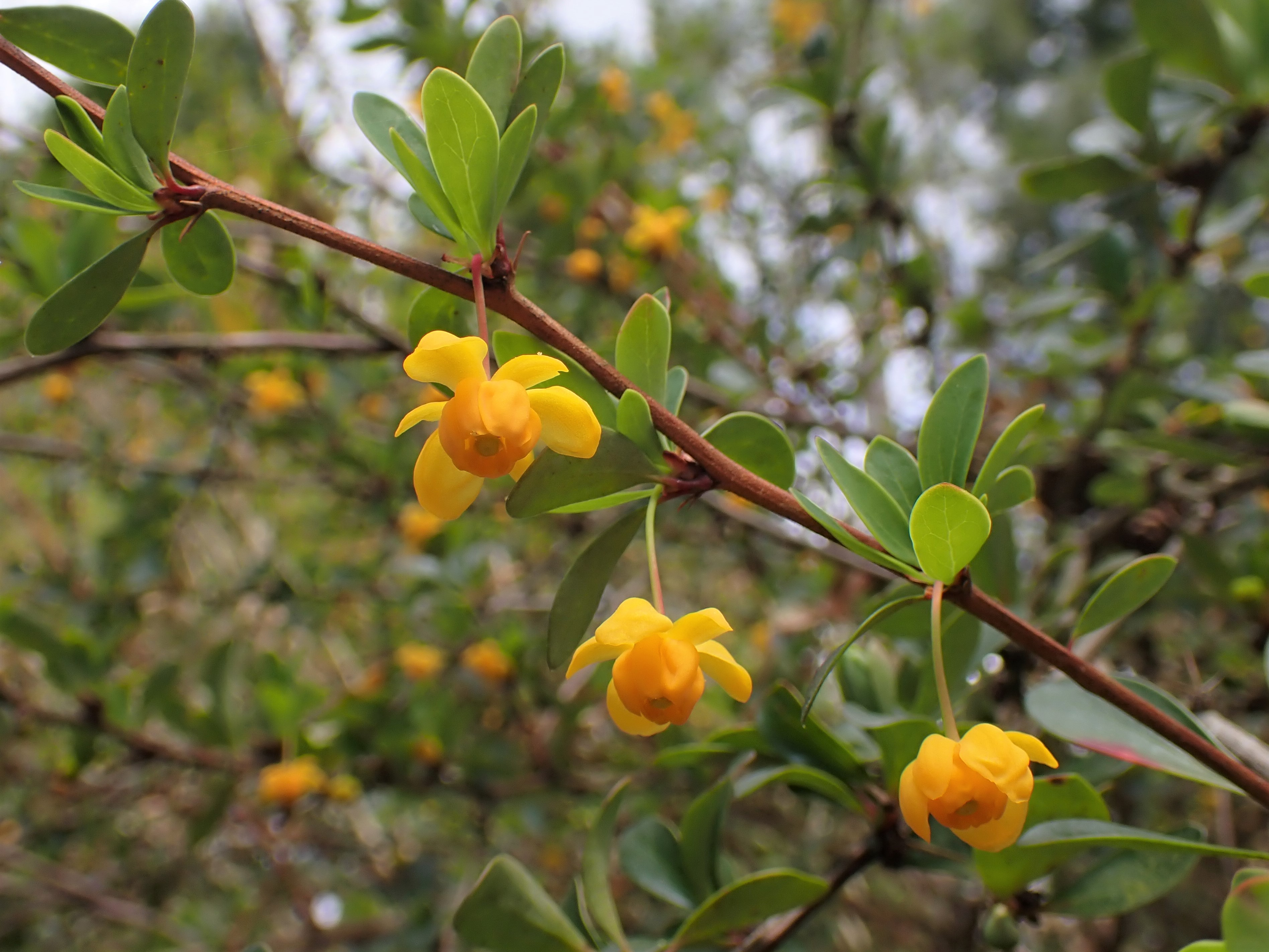
Blüten

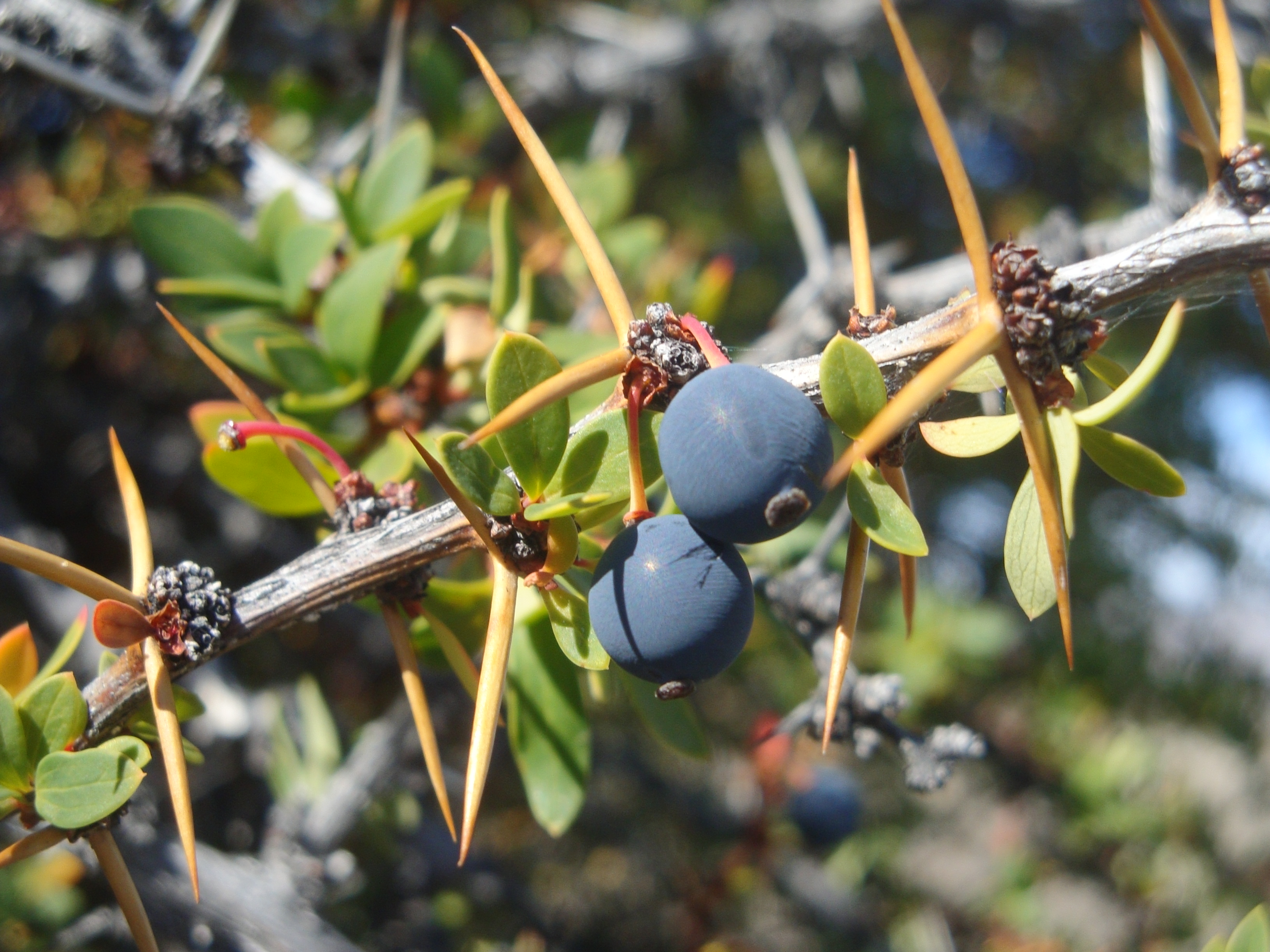
Früchte

Die Blüten stehen meist einzeln, selten stehen bis zu drei Blüten in einem doldigen Blütenstand zusammen. Die Blütenstiele sind 5 bis 24 Millimeter lang. Die zwittrige Blüten ist gelb bis orangegelb, 4 bis 5 Millimeter lang und enthalten 12 bis 15 Tepalen. Die kugelförmigen, schwarz-blauen Beeren mit Narbenresten haben einen Durchmesser von 7 bis 11 Millimeter, die 1 bis 10 Samen sind 4 bis 6 Millimeter lang und schwarz bis braun.
Die Buchsblättrige Berberitze blüht im südlichen Südamerika von August bis März (mit einem Schwerpunkt von Oktober bis Januar) und fruchtet hauptsächlich von Dezember bis März.
Die Chromosomenzahl beträgt 2n = 56, seltener 28.

## Vorkommen, Trivialnamen und Symbol
Die Buchsblättrige Berberitze, die in ihrer Heimat michai, mulun oder calafate genannt wird, ist von der Región del Libertador General Bernardo O’Higgins im zentralen Chile in Höhenlagen bis zu etwa 2500 Metern bis nach Feuerland im südlichen Argentinien und Chiles verbreitet, wo sie auf Seehöhe vorkommt. Sie soll ein Symbol für Patagonien sein; eine Legende soll besagen, dass jeder, der Beeren von diesem Strauch isst, bestimmt wieder nach Patagonien zurückkehren wird. Berberis microphylla profitiert von Eingriffen in die Natur und wächst besonders gut an gestörten Standorten und auch entlang von Straßen.

## Taxonomie
Die Erstveröffentlichung von Berberis microphylla erfolgte 1787 durch Johann Georg Adam Forster in Commentationes Societatis Regiae Scientiarum Gottingensis. Göttingen, 9, S. 29.
Berberis microphylla ist eine sehr variable Art, weshalb es auch viele Synonyme gibt. Am gebräuchlichsten ist sicher Berberis buxifolia Lam.. Dieser Name wurde 1792 von Lamarck beschrieben, fünf Jahre nachdem die Beschreibung von Forsters Berberis microphylla veröffentlicht wurde, weshalb dem Namen Berberis microphylla der Vorzug zu geben ist. Weitere Synonyme für Berberis microphylla G.Forst. sind: Berberis antucoana C.K.Schneid., Berberis barilochensis Job, Berberis buxifolia var. antarctica C.K.Schneid., Berberis buxifolia var. antucoana (C.K.Schneid.) Orsi, Berberis buxifolia var. gracilior Albov, Berberis buxifolia var. nuda C.K.Schneid., Berberis buxifolia var. papillosa C.K.Schneid., Berberis buxifolia var. spinosissima Reiche, Berberis cuneata DC., Berberis dulcis Sweet., Berberis heterophylla Juss. ex Poir., Berberis heterophylla var. pluriflora Reiche, Berberis inermis Pers., Berberis marginata Gay, Berberis michay Job, Berberis parodii Job, Berberis spinosissima (Reiche) Ahrendt.
Naturhybriden mit Berberis valdiviana und Berberis trigona sind bekannt.

## Nutzung
Die Buchsblättrige Berberitze wird wegen ihrer Früchte kommerziell angebaut, sie können zur Konfitürenbereitung verwendet werden. Ihr wird auch Heilwirkung zugeschrieben. Daneben wird sie auch als Gartenpflanze oder Bonsai gepflanzt, auch als Alternative oder Ersatz für vom Buchsbaumzünsler gefährdeten Buchs. Das Holz wird zur Herstellung von rotem Farbstoff verwendet.

### Zuchtformen
- Berberis buxifolia ‘Nana’ (Syn.: Berberis dulcis Sweet var. nana Carr.): Diese Sorte ist seit 1867 in Kultur. Sie findet im Garten- und Landschaftsbau als Bodendecker Verwendung. Die Pflanzenexemplare sind langsamwüchsig, werden nur bis 0,5 m hoch und bis 0,8 m breit; sie besitzen (fast) keine Dornen und blühen selten oder gar nicht.

- Die Hybride Berberis ×antoniana Ahrendt (Berberis buxifolia × Berberis darwinii) wurde in Nordirland gezüchtet; sie wächst als kleiner, kompakter Strauch.